# Kaka (Togo)
Kaka északnyugat-togói falu Bassar prefektúrában, Kara régióban. A falunak mintegy 3300 lakosa van. Tengerszint feletti magassága 195 méter.

## Fordítás
Ez a szócikk részben vagy egészben  a   Kaka, Togo című angol Wikipédia-szócikk ezen változatának fordításán alapul.  Az eredeti cikk szerkesztőit annak laptörténete sorolja fel. Ez a jelzés csupán a megfogalmazás eredetét és a szerzői jogokat jelzi, nem szolgál a cikkben szereplő információk forrásmegjelöléseként.